# Bailly-Romainvilliers
Bailly-Romainvilliers és un municipi francès, situat al departament del Sena i Marne i a la regió d'Illa de França. L'any 2007 tenia 5.666 habitants.
Forma part del cantó de Serris, del districte de Torcy i de la Comunitat d'aglomeració Val d'Europe Agglomération.

## Demografia

### Població
El 2007 la població de fet de Bailly-Romainvilliers era de 5.666 persones. Hi havia 1.837 famílies, de les quals 362 eren unipersonals (167 homes vivint sols i 195 dones vivint soles), 325 parelles sense fills, 969 parelles amb fills i 181 famílies monoparentals amb fills.
La població ha evolucionat segons el següent gràfic:
Habitants censats

### Habitatges
El 2007 hi havia 2.257 habitatges, 1.942 eren l'habitatge principal de la família, 161 eren segones residències i 154 estaven desocupats. 1.342 eren cases i 899 eren apartaments. Dels 1.942 habitatges principals, 1.102 estaven ocupats pels seus propietaris, 815 estaven llogats i ocupats pels llogaters i 25 estaven cedits a títol gratuït; 131 tenien una cambra, 229 en tenien dues, 467 en tenien tres, 578 en tenien quatre i 537 en tenien cinc o més. 1.725 habitatges disposaven pel capbaix d'una plaça de pàrquing. A 983 habitatges hi havia un automòbil i a 732 n'hi havia dos o més.

### Piràmide de població
La piràmide de població per edats i sexe el 2009 era:
| Homes | Edats   | Dones |
| ----- | ------- | ----- |
| 4     | 95 o +  | 0     |
| 0     | 90 a 94 | 0     |
| 0     | 85 a 89 | 4     |
| 0     | 80 a 84 | 4     |
| 16    | 75 a 79 | 12    |
| 8     | 70 a 74 | 12    |
| 0     | 65 a 69 | 20    |
| 20    | 60 a 64 | 12    |
| 32    | 55 a 59 | 32    |
| 48    | 50 a 54 | 44    |
| 80    | 45 a 49 | 88    |
| 116   | 40 a 44 | 60    |
| 216   | 35 a 39 | 184   |
| 296   | 30 a 34 | 288   |
| 220   | 25 a 29 | 340   |
| 92    | 20 a 24 | 132   |
| 88    | 15 a 19 | 52    |
| 52    | 10 a 14 | 104   |
| 212   | 5 a 9   | 140   |
| 216   | 0 a 4   | 144   |

## Economia
El 2007 la població en edat de treballar era de 3.785 persones, 3.287 eren actives i 498 eren inactives. De les 3.287 persones actives 3.085 estaven ocupades (1.568 homes i 1.517 dones) i 201 estaven aturades (86 homes i 115 dones). De les 498 persones inactives 68 estaven jubilades, 268 estaven estudiant i 162 estaven classificades com a «altres inactius».

### Ingressos
El 2009 a Bailly-Romainvilliers hi havia 2.255 unitats fiscals que integraven 6.540,5 persones, la mediana anual d'ingressos fiscals per persona era de 21.676 €.

### Activitats econòmiques
Dels 218 establiments que hi havia el 2007, 1 era d'una empresa alimentària, 2 d'empreses de fabricació de material elèctric, 8 d'empreses de fabricació d'altres productes industrials, 27 d'empreses de construcció, 37 d'empreses de comerç i reparació d'automòbils, 20 d'empreses de transport, 13 d'empreses d'hostatgeria i restauració, 8 d'empreses d'informació i comunicació, 7 d'empreses financeres, 12 d'empreses immobiliàries, 34 d'empreses de serveis, 40 d'entitats de l'administració pública i 9 d'empreses classificades com a «altres activitats de serveis».
Dels 51 establiments de servei als particulars que hi havia el 2009, 1 era una oficina de correu, 3 oficines bancàries, 1 taller de reparació d'automòbils i de material agrícola, 2 autoescoles, 3 guixaires pintors, 4 fusteries, 6 lampisteries, 7 electricistes, 2 empreses de construcció, 2 perruqueries, 3 veterinaris, 9 restaurants, 5 agències immobiliàries, 1 tintoreria i 2 salons de bellesa.
Dels 7 establiments comercials que hi havia el 2009, 1 era un hipermercat, 1 una botiga de més de 120 m², 1 una botiga de menys de 120 m², 1 una fleca, 1 una llibreria i 2 floristeries.

## Equipaments sanitaris i escolars
L'únic equipament sanitari que hi havia el 2009 era una farmàcia.
El 2009 hi havia 3 escoles maternals i 3 escoles elementals. Bailly-Romainvilliers disposava d'un col·legi d'educació secundària amb 408 alumnes.

## Poblacions més properes
El següent diagrama mostra les poblacions més properes.